# Shenjiying

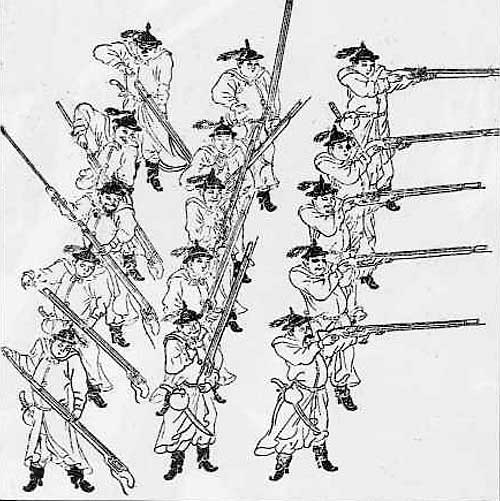
Mosqueteros de la dinastía Ming del Huolongjing.

El Shenjiying (en chino tradicional, 神機營; en chino simplificado, 神机营; pinyin, Shénjī Yíng; Wade-Giles, Shen-chi ying), traducción literal "Batallón de la Máquina Divina", fue una de las tres divisiones militares de élite estacionadas alrededor de Beijing de la dinastía Ming colectivamente llamados los "Tres grandes batallones" (en chino tradicional, 三大營; pinyin, Sān Dà Yíng), una unidad especial en el ejército que se especializó en armas de fuego.
Establecido durante el reinado del Emperador Yongle (1360-1424), el Batallón de la Máquina Divina fue creado específicamente para especializarse en guerra de pólvora. Más tarde, la división proporcionó a la mitad del ejército de Qi Jiguang con armas de fuego y un cañón por cada doce soldados.
Las otras dos divisiones de élite hermanas alrededor de la capital eran el Batallón de los Cinco Cuarteles (en chino tradicional, 五軍營; pinyin, Wǔjūn Yíng), que entrenó a la infantería en maniobras tácticas; y el Batallón Tres Mil (en chino tradicional, 三千營; pinyin, Sānqiān Yíng), que se especializó en reconocimiento, combate montado y señalización. Las armas de fuego equipadas incluían la lanza de fuego (en chino tradicional, 火槍; en chino simplificado, 火枪; pinyin, huǒ qiāng), flechas de fuego, cañones de volea, cañones y armas de llave de mecha como el arcabuz.

## El Shenjiying a principios de la dinastía Ming
La fuerza de todo el batallón constaba de 3.600 infantes (totalmente equipados con armas de fuego); 1.000 caballeros; 400 artilleros (gestión de artillería pesada de campaña y artillería de perlas de Dalian); un total de 5.000 oficiales y soldados. Estos estaban equipados con armas de fuego: 3.600 cañones (trabuco de infantería); 900.000 pesos de plomo de ocho puntos; 200 pistolas de perlas Dalian (blásters de tubos múltiples), entre otros.

## Dinastía Qing
Durante la dinastía Qing (1644-1912), que sucedió a la dinastía Ming, también hubo una unidad militar llamada Shenjiying. Fue creada en 1862 durante el reinado del Emperador Tongzhi y encargada de proteger la Ciudad Prohibida.

## Táctica
Según los registros históricos, a fin de garantizar los disparos continuos a largo plazo, el Shenjiying solía utilizar la táctica de "ataque en tres etapas" (三段击”战术, “Sān duàn jī” zhànshù). Esta táctica se divide en tres filas. Primero, los soldados en la posición 11, y luego los soldados en posiciones 2, 4, 6, 8, 10 y 12 en la cola disparan. Después de cada disparo, los soldados de la primera fila devuelven inmediatamente el trabuco a los soldados de la fila del medio y, al mismo tiempo, toman las armas cargadas con municiones de los soldados de la fila del medio. Por un lado, los soldados de la fila del medio son los encargados de recibir los petardos de los soldados de la primera fila, y devolvérselos a los soldados de la tercera fila para que carguen la munición; por otro lado, son los encargados de recibir las armas de fuego de los soldados de la tercera fila, las balas de buena munición se pasan a los soldados de la fila anterior y así sucesivamente. Este método fue usado originalmente por Mu Ying para lidiar con elefantes enemigos cuando estaba protegiendo Yunnan. Más tarde fue modificado por Ming Chengzu para lidiar con más caballería móvil. Los soldados equipados con disparos dispararon primero contra la caballería enemiga y luego se retirarían inmediatamente, la caballería del batallón Tres Mil y el quinto batallón continuarían atacando a la caballería enemiga por segunda vez, y luego la infantería del quinto batallón utilizaría armas de contracaballería para atacar a la caballería enemiga por tercera vez. 